# Vượt thời gian đi tìm tình yêu
Karm Wayla Tharm Ha Ruk (tên tiếng Thái: ข้ามเวลาตามหารัก, tên tiếng Việt: Vượt thời gian đi tìm tình yêu) là bộ phim truyền hình Thái Lan phát sóng vào năm 2011 và chiếu trên đài Channel 5 (CH5). Phim với sự tham gia của Sukrit Wisedkaew và Sinjai Plengpanich. Đây là bộ phim thuộc thể loại phim ca nhạc, đã nhận được nhiều giải thưởng như: Được đề cử "Giải phim truyền hình xuất sắc" của Siamdara Stars Awards 2011, "Giải đạo diễn xuất sắc" của Siamdara Stars Awards 2011, Giải "Phim truyền hình nổi bật" của Mekla lần thứ 24, diễn viên Bie Sukrit được đề cử giải nam diễn viên chính của năm của Daradaily The Great Awards 2011. Có hơn 100 bài hát xuyên suốt bộ phim được thể hiện với những màn vũ điệu dễ thương. Mỗi tập phim, khán giả có dịp thưởng thức từ 3, đến 4 bài hát tình yêu du dương lãng mạn.

## Nội dung
Năm 1992, Phet (Bie) làm ca sĩ trong một quán bar, có ước mơ được nổi tiếng vào một ngày không xa. Anh có một cô bạn gái tên PrePim (Vill) luôn ở bên cạnh động viên, nhưng Apichat (Kriengkrai Unhanan) - ba của Pim không thích Phet vì thấy anh không có tương lai nên bày ra âm mưu cho Pim đính hôn với Pisanu (Sathaporn Nakvilai), con trai của Palakorn (Suchao Pongvilai) và bắt Pim phải chia tay với Phet. Pim và Phet không chấp nhận nên cả hai dẫn nhau bỏ trốn đến Huahin. Một đêm, khi cả hai cùng đi lễ chùa thì xảy ra chút gây gỗ với nhau, Phet bỏ Pim đi đến chỗ thầy bói thì gặp được Chaopo Thaingam, một vị thần cây bồ đề mà Phet đã đến lạy từ lúc nhỏ. Vị thần biết Phet đang gặp khó khăn nên dùng phép thuật đưa Phet đi đến năm 2011 để anh được nhìn thấy tương lai của mình.
Năm 2011, Phet được đưa đến tương lai cách hiện tại anh đang sống 19 năm. Điều mà Phet nhìn thấy là hoàn cảnh của Pim (Nok Sinjai) lúc này 43 tuổi, có một đứa con gái tên là Muonmai (Grand). Phet cảm thấy vui mừng vì cứ tưởng đó là con gái của mình và Pim nhưng thực ra chồng của Pim lại chính là Pisanu. Phet cảm thấy rất đau lòng khi tương lai hoàn toàn không giống với những gì anh mong đợi, anh quay về ngôi nhà cũ của mình nhưng đã bị niêm phong, còn bà ngoại thì chuyển đến vùng Chara. Người dân vùng này khi nhìn thấy Phet đều bỏ chạy như nhìn thấy ma khiến cho anh cảm thấy khó hiểu, không biết đã xảy ra chuyện gì. Sau đó Phet cũng được biết nguyên nhân chính là anh đã chết vào đêm đi lễ chùa cùng Pim. Phet quyết định ở lại tương lai để tìm hiểu nguyên nhân cái chết của anh và tìm cách thay đổi quá khứ theo mong ước của mình. Phet muốn được gần Pim nên đã xin vào làm giáo viên dạy hát trong trường của Pim với cái tên Pat. Khi Pat dần hiểu ra nguyên nhân cái chết của mình thì vị thần đến nhắc nhở đã đến lúc anh nên quay về với quá khứ, nếu không mọi chuyện sẽ đảo lộn. Cuối cùng, Pat quyết định như thế nào?

## Diễn viên
- Sukrit Wisedkaew as Peth/Put
- Sinjai Plengpanich as Perpim (hiện tại)
  - Wannarot Sonthichai as Perpim (hồi trẻ)
- Punwarot Duaysienklao as Muenmhai
- Phakin Khamwilaisak as Kit
  - Ingkharat Hanwongphaiboon as Kit (bé)
- Anuchit Sapanpong as Tor
- May Fuengarom as Wipawun
- Sathaporn Nakwilai as Pitsanu
- Narin Poovanajaroen as Guy
- Butsarun Thongchew as Pin
- Prasard Thongarum as Jao Por TraiNgarm
- Kriengkrai Oonhanun as Apichart - bố Perpim
- Suchao Pongwilai as Palakorn - bố Pitsanu
- Radklao Armmarith as Orbaroon
- Chomchay Chatwilai as Yai - bà Peth

## Ca khúc nhạc phim
Non-Stop Song Hit - Karm Wayla Tharm Ha Ruk OST
1. Kong Derm / คงเดิม - Bie The Star (0:00)
https://www.facebook.com/minss.cius.7/videos/1823860261275907/
2. Piang Chai Kon Nee / เพียงชายคนนี้ - Bie The Star (3:39)
https://www.facebook.com/minss.cius.7/videos/1803632323298701/
3. Prik Kee Noo / พริกขี้หนู - Bie The Star (4:54)
https://www.facebook.com/minss.cius.7/videos/1774327612895839/
4. Rak Ter Mak Kwa / รักเธอมากกว่า - Bie The Star (7:45)
https://www.facebook.com/minss.cius.7/videos/1785558215106112/
5. Ray Kan Mak... Bamok - Bie The Star (9:25)
https://www.facebook.com/minss.cius.7/videos/1850376358624297/
6. Kho Krai Sak Khon - Grand The Star (12:05)
https://www.facebook.com/minss.cius.7/videos/1798735940455006/
7. Piang Neung Kum - Tono The Star (15:18)
https://www.facebook.com/minss.cius.7/videos/1790920724569861/
8. Roop Tee Mee Yoo Took Bahn - Various Aritists (17:59)
https://www.facebook.com/minss.cius.7/videos/1817365205258746/
9. Yang Jam Kan Dai Mai / ยังจำกันได้ไหม - Bie The Star (21:05)
https://www.facebook.com/minss.cius.7/videos/1837836603211606/
10. Koo Gud / คู่กัด - Tono ft. Grand The Star (24:06)
https://www.facebook.com/minss.cius.7/videos/1808875862774347/
11. Look Like Love - Tono ft. Grand The Star (26:13)
https://www.facebook.com/minss.cius.7/videos/1830625477266052/
12. Chan Mai Yoo Krai Ja Doolae Ter / ฉันไม่อยู่ใครจะดูแลเธอ - Bie The Star (28:44)
https://www.facebook.com/minss.cius.7/videos/1767490350246232/